# Регистр бухгалтерского учёта
Регистр бухгалтерского учёта (учётный регистр) — элемент организации бухгалтерского учёта на предприятии, предназначенный для систематизации и накопления информации, содержащейся в принятых к учёту первичных документах, для отражения на счетах бухгалтерского учёта и в бухгалтерской отчетности. 

## Определение
По определению ряда экономистов учётный регистр — это документы в виде специальных табличных форм, регистрирующие группировки и обобщения данных бухгалтерского учёта о наличии хозяйственных средств и операциях над ними, хранящие всю учётную информацию, которая служит основой для составления бухгалтерской отчётности предприятия и оперативного учёта.

## Формы учётных регистров
Учётные регистры различаются:
- по внешнему оформлению: бухгалтерские книги (журналы), ведомости на отдельных листах и карточках, машинограммы;
- по объёму содержания: синтетические регистры (учёт общих итоговых сумм на основании заранее сгруппированной информации только в денежном выражении с указанием корреспондирующих счетов без поясняющего текста (например, журнал-ордер, ведомость)) и аналитические регистры (записи с пояснениями по каждому документу в отдельности или группам однородных документов);
- по назначению: хронологические, систематические и комбинированные;
- по форме: односторонние, двусторонние, табличные и шахматные;

## Реквизиты регистра бухгалтерского учёта
Согласно статье 10 Федерального Закона 402-ФЗ «О бухгалтерском учете» установил с 1 января 2013 года дополнительные требования к ведению и оформлению регистров. Так, обязательными признаками этих документов стали:
1. наименование регистра;
2. наименование экономического субъекта, составившего регистр;
3. дата начала и окончания ведения регистра и (или) период, за который составлен регистр;
4. хронологическая и (или) систематическая группировка объектов бухгалтерского учёта;
5. величина денежного измерения объектов бухгалтерского учёта с указанием единицы измерения;
6. наименования должностей лиц, ответственных за ведение регистра;
7. подписи лиц, ответственных за ведение регистра, с указанием их фамилий и инициалов

## Ведение регистров бухгалтерского учёта
Согласно ст.10 Федерального Закона 402-ФЗ «О бухгалтерском учете» данные, содержащиеся в первичных учётных документах, подлежат своевременной регистрации и накоплению в регистрах бухгалтерского учёта. Формы регистров бухгалтерского учёта утверждает руководитель организации по представлению должностного лица, на которое возложено ведение бухгалтерского учёта. Ведение регистров бухгалтерского учета и бухгалтерской отчетности осуществляется на русском языке. Регистр бухгалтерского учёта составляется на бумажном носителе и/или в электронном виде. В регистре бухгалтерского учёта допускаются исправления ответственными за ведение указанного регистра. Сами исправления в регистре бухгалтерского учёта должно содержать дату исправления, а также подписи лиц, ответственных за ведение данного регистра, с указанием их фамилий и инициалов либо иных реквизитов, необходимых для идентификации этих лиц.
Согласно статье 29 Федерального Закона 402-ФЗ «О бухгалтерском учете» регистры бухгалтерского учёта, подлежат хранению предприятиями в течение сроков, устанавливаемых в соответствии с правилами организации государственного архивного дела, но не менее пяти лет после отчётного года.
На регистры не распространяется понятие коммерческой тайны с 2013 года.